# Ray Jones (Priester)
David Raymond Jones, auch Ray Jones, QHC (* 18. März 1934 in Wales) war ein britischer anglikanischer Theologe und Kaplan der Royal Navy. Er war von 1977 bis 1980 Ordinationsdirektor für die Royal Navy und von 1984 bis 1989 eines Ehrenkaplans der Königin (Honorary Chaplain to the Queen). Von 1989 bis 1997 war er Aufseher und Direktor der Göttlichen Heilungsmission (Divine Healing Mission).
Jones besuchte zwei Privatschulen: Saint Michael’s School in Llanelli und Truro School. Er erkrankte in der Schule an Poliomyelitis. Er war ein Jahr lang bettlägerig und ihm wurde gesagt, dass er nie wieder gehen würde, aber er erholte sich vollständig. Er besuchte von 1951 bis 1954 die University of Wales Trinity Saint David. Im September 1954 immatrikulierte er sich an zwei Colleges der University of Oxford: St Catherine’s College und Wycliffe Hall. 1958 erfolgte seine Priesterweihe. Seine Priesterlaufbahn begann er als Vikar (Curate) von 1958 bis 1960 an der St David’s Church in Exeter und anschließend an der Church of St Mary Bideford. Von 1963 bis 1966 war er Kaplan des Grenville College, einer Privatschule in Bideford.
1966 trat Jones als Marine-Kaplan (Naval Chaplain) in die Royal Navy. Er war Kaplan mehrerer Schiffe und Marinestützpunkte, darunter Devonport, Illustrious, Invincible, Mercury, Osprey und Triumph. Während dieser Zeit diente er im Falklandkrieg. Er wurde auch zum Kaplan des Royal Navy Hospital Mtarfa ernannt. Er war von 1977 bis 1980 Ordinationsdirektor für die Royal Navy. 1978 kehrte er nach England zurück, um den Posten des Marinedirektors der Royal Army Chaplains’ Department zu übernehmen. Am 11. Juni 1984 wurde er zum Ehrenkaplans der Königin (Honorary Chaplain to the Queen) ernannt, als Nachfolger von Bischof Noel Jones.
1989 verließ Jones die Navy. Ihm wurde der Posten des Aufsehers und Direktors der Divine Healing Mission gegeben. Es war eine Wiederbelebung der christlichen Heilung durch die Church of England in East Sussex.